# Leonhard Heißwolf
Leonhard Heißwolf (* 6. Oktober 1880 in Brettheim; † 11. Oktober 1957 in Kronberg im Taunus) war ein hessischer Politiker (SPD) und Abgeordneter des Hessischen Landtags.

## Ausbildung und Beruf
Leonhard Heißwolf machte nach der Volksschule eine Bäckerlehre und war seit 1904 Bäcker in der Konsumgenossenschaft Frankfurt am Main, später dort Bäckermeister. 1945 bis 1952 war er Geschäftsführer des Konsumvereins in Frankfurt am Main.

## Politik
Leonhard Heißwolf war seit 1900 gewerkschaftlich organisiert und 1905 bis 1933 Mitglied und Funktionär der SPD. 1912 wurde er erstmals als Stadtverordneter in Frankfurt am Main gewählt. Dort war er von 1921 bis 1924 Vorsitzender der SPD-Fraktion und von 1924 bis 1933 Stadtverordnetenvorsteher.
Heißwolf war Mitunterzeichner eines am 13. September 1930 in den „Frankfurter Nachrichten“ veröffentlichte Rundbriefs, der sich gegen Antisemitismus aussprach. Nach der Machtergreifung der Nationalsozialisten konnte er seine politische Arbeit nicht fortsetzen.
Die Frankfurter Gestapo stufte Heißwolf in einem Bericht aus dem Jahr 1937 als „besonders politische hervorgetretene Person“ ein. In der Zeit des Nationalsozialismus wurde Heißwolf insgesamt dreimal verhaftet, beispielsweise am 28. August 1944 im Rahmen der „Aktion Gitter“. Auch fanden mehrere Hausdurchsuchungen in seinem Anwesen statt. Nur knapp entkam er der Deportation in ein Konzentrationslager.  Ab 1945 war er wieder in der SPD tätig. Vom 26. Februar 1946 bis zum 14. Juli 1946 war er Mitglied des ernannten Beratenden Landesausschusses, vom 15. Juli 1946 bis zum 30. November 1946 Mitglied der Verfassungberatenden Landesversammlung Groß-Hessen.
In der ersten (vom 1. Dezember 1946 bis zum 30. November 1950) und in der zweiten (vom 26. August 1953, als Nachrücker für den verstorbenen Max Bock, bis zum 30. November 1954) Wahlperiode war Leonhard Heißwolf Mitglied des Hessischen Landtags und dort vom 1. Dezember 1946 bis 30. November 1950 stellvertretender Vorsitzender der SPD-Landtagsfraktion.
1949 war er Mitglied der ersten, 1954 der zweiten Bundesversammlung.

## Ehrungen
- 1952: Verdienstkreuz (Steckkreuz) der Bundesrepublik Deutschland